# Propus

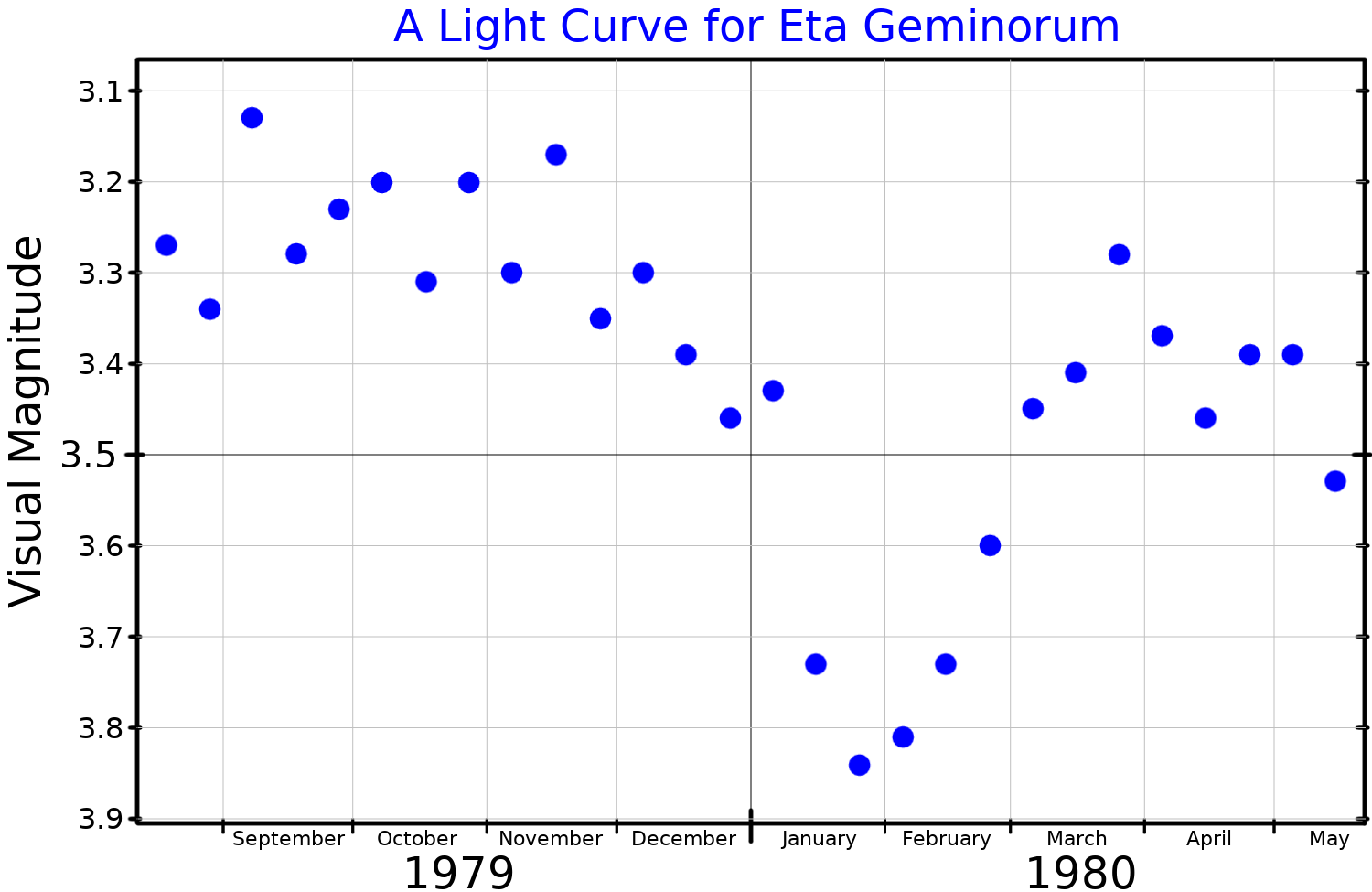
Lichtkromme van Propus

Propus (eta Geminorum) is een ster in het sterrenbeeld Tweelingen (Gemini).
De ster staat ook bekend als Praepes en Tejat Prior.
Er zijn in het sterrenbeeld nog twee sterren die Propus genoemd worden, dit zijn iota Geminorum met een magnitude van 3,79 en spectraalklasse G9IIIbHdel-1, en 1 Geminorum met een magnitude 4,16 en spectraalklasse G7III.